# Монтанера
Монтанера (італ. Montanera, п'єм. Montanera) — муніципалітет в Італії, у регіоні П'ємонт, провінція Кунео.
Монтанера розташована на відстані близько 490 км на північний захід від Рима, 70 км на південь від Турина, 14 км на північний схід від Кунео.
Населення — 703 особи (2023).
Покровитель — San Magno.

## Демографія
Населення за роками:

Станом на 1 січня 2023 року в муніципалітеті офіційно проживало 99 іноземців з 13 країн, серед них 16 громадян країн Євросоюзу.

## Сусідні муніципалітети
- Кастеллетто-Стура
- Ченталло
- Фоссано
- Мороццо
- Сант'Альбано-Стура